# Puolakka
Puolakka är en kulle i Finland. Den ligger i Jyväskylä och landskapet Mellersta Finland, i den södra delen av landet, 200 km norr om huvudstaden Helsingfors. Toppen på Puolakka är 183 meter över havet.
Terrängen runt Puolakka är huvudsakligen platt.  Trakten runt Puolakka är nära nog obefolkad, med mindre än två invånare per kvadratkilometer. Närmaste större samhälle är Jämsä, 19,2 km väster om Puolakka. 